# Commissaire européen aux Transports

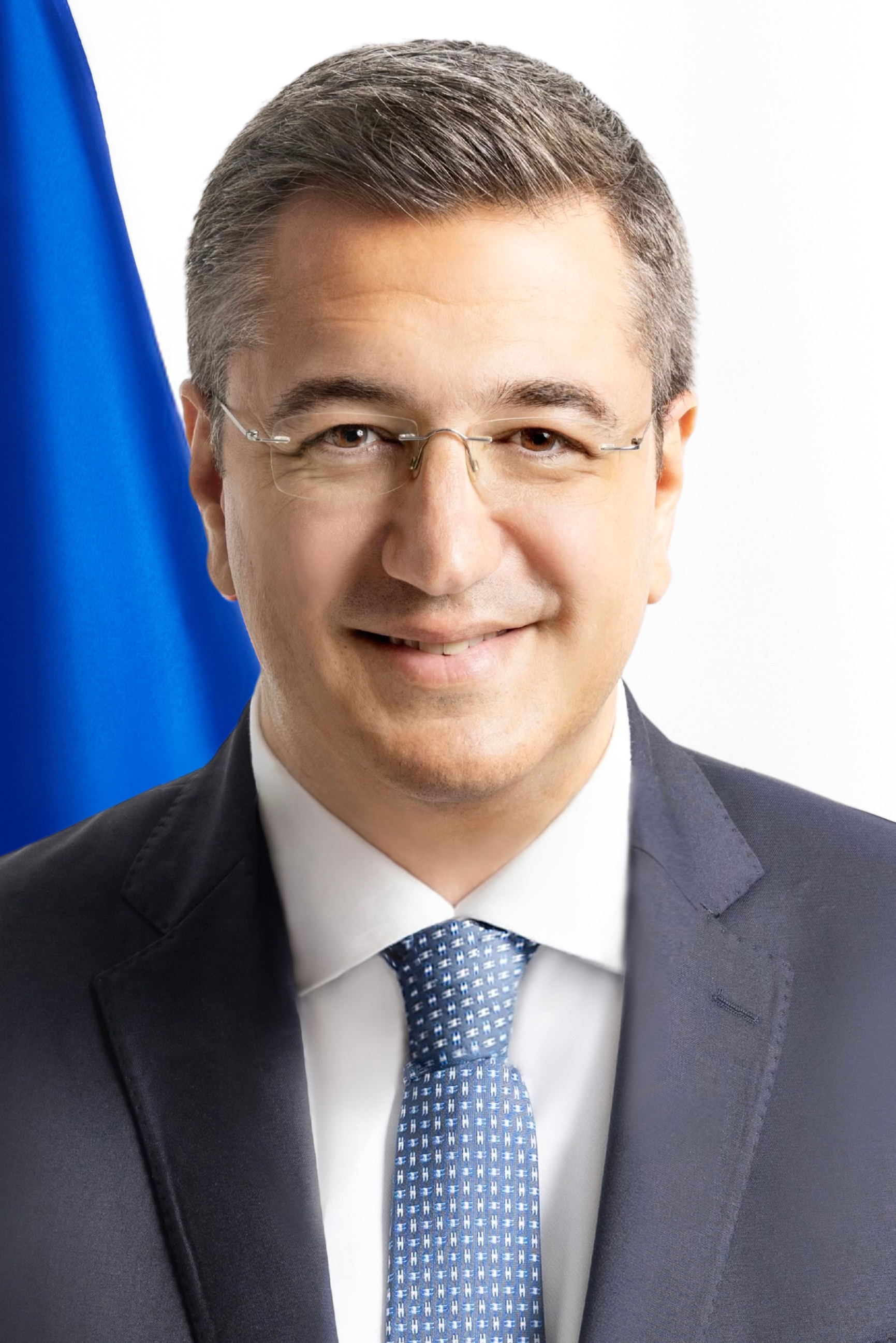
Apóstolos Tzitzikóstas, actuel commissaire européen aux Transports durables et au Tourisme.

Le commissaire européen aux Transports est un membre de la Commission européenne responsable du développement des infrastructures des transports de l'Union européenne, tels que les réseaux routiers et ferroviaires, mais aussi des systèmes de navigation tels que le système de positionnement Galileo.
Le commissaire actuel est Apóstolos Tzitzikóstas.

## Liste des titulaires
| Nom                      | Nationalité | Période     | Commission                  |
| ------------------------ | ----------- | ----------- | --------------------------- |
| Michel Rasquin           | Luxembourg  | 1958        | Commission Hallstein        |
| Lambert Schaus           | Luxembourg  | 1958-1967   | Commission Hallstein        |
| Victor Bodson            | Luxembourg  | 1967-1970   | Commission Rey              |
| Albert Coppé             | Belgique    | 1970-1972   | Commission Malfatti         |
| Albert Coppé             | Belgique    | 1972-1973   | Commission Mansholt         |
| Carlo Scarascia-Mugnozza | Italie      | 1973-1977   | Commission Ortoli           |
| Richard Burke            | Irlande     | 1977-1981   | Commission Jenkins          |
| Giorgios Contogeorgis    | Grèce       | 1981-1985   | Commission Thorn            |
| Stanley Clinton-Davis    | Royaume-Uni | 1985-1988   | Commission Delors I         |
| Karel Van Miert          | Belgique    | 1989-1992   | Commission Delors II        |
| Abel Matutes             | Espagne     | 1993-1994   | Commission Delors III       |
| Marcelino Oreja          | Espagne     | 1994-1995   | Commission Delors III       |
| Neil Kinnock             | Royaume-Uni | 1995-1999   | Commission Santer           |
| Neil Kinnock             | Royaume-Uni | 1999        | Commission Marín            |
| Loyola de Palacio        | Espagne     | 1999-2004   | Commission Prodi            |
| Jacques Barrot           | France      | 2004-2008   | Commission Barroso I        |
| Antonio Tajani           | Italie      | 2008-2010   | Commission Barroso I        |
| Siim Kallas              | Estonie     | 2010-2014   | Commission Barroso II       |
| Violeta Bulc             | Slovénie    | 2014-2019   | Commission Juncker          |
| Adina-Ioana Vălean       | Roumanie    | 2019-2024   | Commission von der Leyen I  |
| Apóstolos Tzitzikóstas   | Grèce       | depuis 2024 | Commission von der Leyen II |